# Diamy Spencer
Diamy Spencer (* 3. November 1970 als Diamante Pedersoli) ist eine italienische Schauspielerin.

## Leben
Diamy Spencer wurde 1970 als jüngste Tochter von Carlo Pedersoli, besser bekannt als Bud Spencer, und seiner Frau Maria Amaton geboren. Somit ist sie die Schwester von Giuseppe Pedersoli.
1986 hatte Spencer bei dem Film Aladin erstmals eine Rolle inne. 1993 erhielt sie ihre erste Rolle in der Fernsehserie Zwei Supertypen in Miami.
Sie ist Mutter des Schauspielers, Regisseurs und Produzenten Sebastiano Pigazzi.

## Filmografie
- 1986: Aladin (Superfantagenio)
- 1991: Wenn man vom Teufel spricht (Un Piede in paradiso)
- 1993: Zwei Supertypen in Miami (Detective Extralarge, Fernsehserie, Folge 2x06 Zwei Supertypen in Miami – Extralarge und die Indianer)